# ライオ田原
ライオ田原（本名：田原勝也、1972年9月10日 - ）は、日本のスノーボード界の先駆者的存在のベテランスノーボーダー。
日本人として初めてマックダウ・プロダクション（スノーボードフィルム制作会社）のビデオに出演。必殺技は、アーリーチャックフィリップ。

## 略歴
長野県生まれ。上田市立川辺小学校→上田市立第四中学校→長野県上田東高等学校卒業。高校時代にはサッカーで全国高校選手権にも出場している。
国際スノーボード連盟（ISF）アジアランキング4年連続1位（1998年 - 2001年）、ISF世界ランキング最高9位（2001年）など、国内外で活躍を続ける、名実ともに日本を代表するトップライダーであり、多くの若手のライダーのアニキ的存在だったが、2007-2008シーズンで大会から引退を表明。映画やTVなどのメディアにも精力的に出演。
X-TRAIL JAMのクォーターパイプ部門の常連出場者で、2002年に日本人最優秀選手、2003年・2004年の2年連続でハイエストエアーを受賞している。

## 年表
- 1992年 スノボ歴一年でハーフパイプの大会・イーグルジョウホウカップに初出場優勝。
- 1994年 長野オリンピックナショナルチームの一員に。
- 1998年 ハーフパイプが正式種目となった長野五輪の出場を逃し、プロライダーに転向。プロ1戦目にして優勝。
- 2004年 ヒューマンアカデミースノーボードカレッジ、アドバイザリープロ（特別講師）就任
- 2004年 FORUMからサロモンに移籍、マーケット課課長を務める。

## スポンサー
- SALOMON
- BONFIRE
- 総合学園ヒューマンアカデミー
- bolle
- GMC
- Nixon
- DA KINE
- SIDAS
- BRIKO
- CWX
- maather396
- TEAM外人
- ZEN NUTRITION